# Antonio Ros de Olano
Antonio José Teodoro Ros de Olano y Perpiñá (Caracas, 9 de novembre de 1808 - Madrid, 24 de juliol de 1886) fou un escriptor romàntic i militar espanyol.

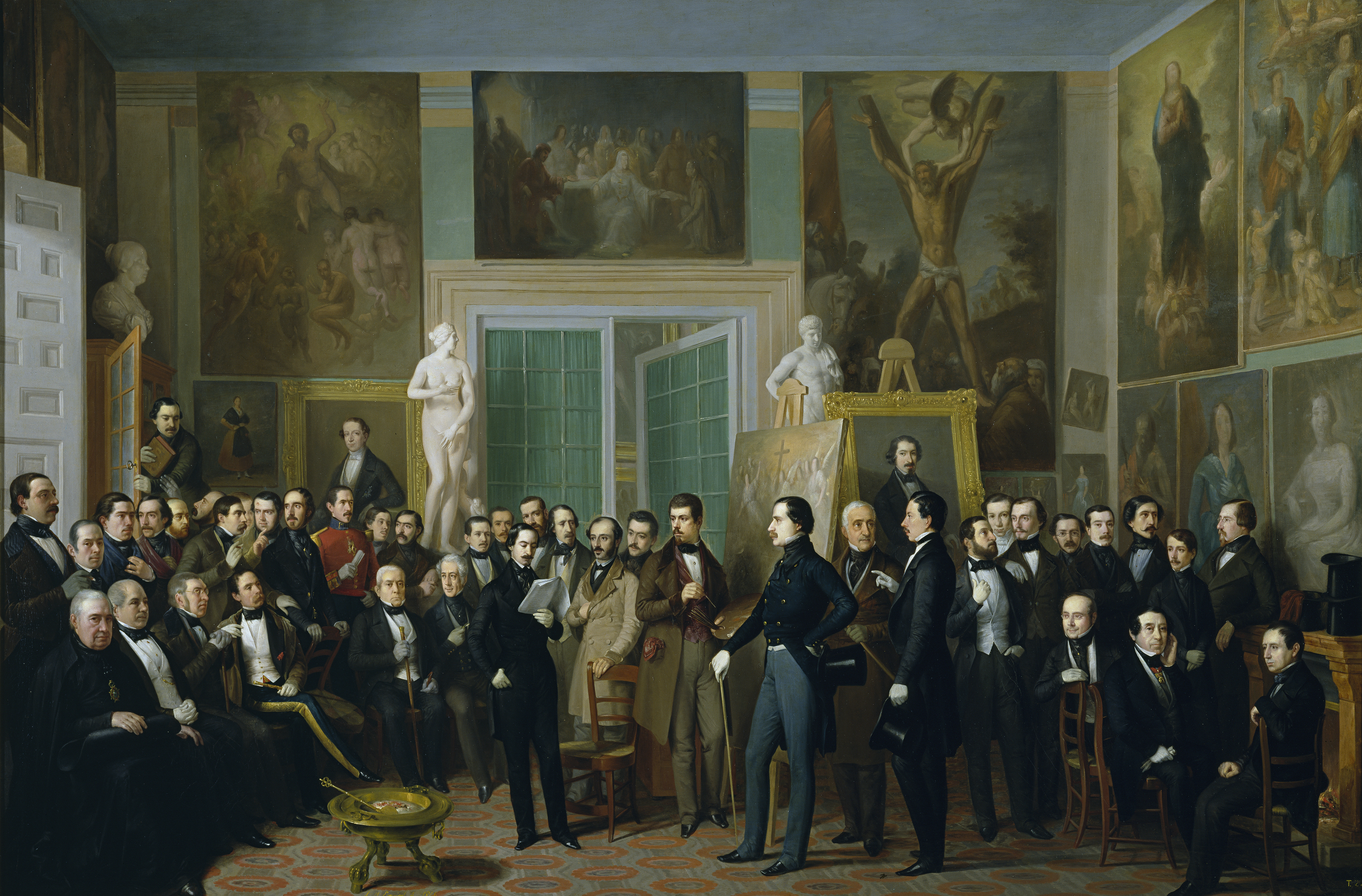
Antonio José Teodoro Ros de Olano y Perpiñá retratat a Los Poetas contemporáneos per Antonio María Esquivel 1846 - Museu del Prado, Madrid

Fill d'un militar català, va servir a les ordres d'Espoz y Mina en la Primera Guerra Carlista. Moderat, va contribuir a la caiguda d'Espartero el 1843. Assolí el grau de general el 1844. Fou propulsor de l'ensenyament primari i creador de les Escoles Normals com a ministre d'Instrucció Pública el 1847. Amic de Leopoldo O'Donnell, va intervenir en les revoltes dels anys 1854 i 1856. Va ser un dels creadors de la Unió Liberal. En 1856 la reina Isabel II el va honrar amb el títol nobiliari de comte de l'Almina. Va participar com a general en la Guerra d'Àfrica (1859-1860), destacant-se en l'acció de Guad-el-Jelú, la qual cosa li va valer el títol de Marquès de Guad-el-Jelú i Vescomte de Ros. Fou partidari de la Revolució de 1868 (La Gloriosa), encara que després va acceptar la Restauració seguint al seu cap polític Sagasta. Va ser inventor del barret o lligadura militar que va prendre el seu nom, el ros.
Va ser íntim amic de Espronceda i altres romàntics. Va freqüentar El Parnasillo, formant part de l'anomenada Partida del Trueno, i després l'Ateneo de Madrid i el Liceo. Redactà a El Siglo i El Pensamiento. Va escriure el pròleg a El diablo mundo d'Espronceda, qualificat per Marcelino Menéndez Pelayo de "mistagògic i apocalíptic", però que li va donar molta fama pel seu encès romanticisme. Va col·laborar amb Espronceda en la comèdia Ni el tío ni el sobrino, que després repudià. Va recollir la seva creació poètica a Poesías (1886) que revelen influència d'Espronceda i Enrique Gil y Carrasco. A vegades són truculentes com a "El pensado" i altres íntimes, com a "Cinco sonetos" i "En la soledad". Va compondre també unes Leyendas de África (1863) i Episodios militares (1884). Contribuí a la narrativa amb dos relats, El diablo las carga (1840) i El doctor Lañuela (1863), que des de Juan Valera y Alcalá Galiano i Menéndez Pelayo han estat titllats d'extravagants i incomprensibles, malgrat alguns moments brillants i lúcids. També va deixar en nombroses revistes nombrosos contes, als quals va donar el títol general de Cuentos estrambóticos, que s'insereixen en el gènere fantàstic. Ha estat comparat amb Francisco de Quevedo pel seu llenguatge difícil, personalista, ple de girs i imatges desconcertants. Potser se'l podria aproximar també a Edgar Allan Poe.
Va estar casat amb María del Carmen Quintana y Romo, Dama de l'Orde de Maria Lluïssa, filla del general Félix Quintana, i neboda del cardenal Romo, Prevalgut d'Espanya. Van tenir tres fills, María Antonia (Dama de companyia de la Reina Maria Victòria), Gonzalo i Isabel. Morta la seva primera esposa, el general va contraure segones noces amb Isabel Sarthou y Calvo, amb qui va tenir una filla, Isabel Constanza. Fou fillastre seu el polític valencià Rafael Sarthou Calvo.